# Батцэндийн Пурэвсух
Батцэндийн Пурэвсух (монг. Батцэндийн Пүрэвсүх; 1948—1991) — монгольский художник, педагог. Лауреат Государственной премии Монголии (1989). Член Союза художников Монголии.

## Биография
Окончил Академию живописи и скульптуры СССР им. И. Е. Репина. Учился в мастерской народного художника СССР В. Орешникова.
Преподавал в Монгольской Школе изящных искусств (ныне Монгольский художественный институт). Воспитал ряд талантливых учеников.

## Творчество
Художник исторического жанра. Баталист, портретист. Кинохудожник, оформил несколько монгольских фильмов («Мудрая княгиня Мандухай», «Под властью Вечного Синего Неба»)

## Награды
- В 1981 году за картины «Герои степи», «Георгий Димитров», масштабную работу «На пороге нового времени» был удостоен премии ЦК Монгольских профсоюзов.
- В 1989 году стал лауреатом Государственной премии Монголии.
- В конкурсе к 60-летию Монгольской революции занял 2-е место за масштабную картину маслом «Степные герои».